# Seebrücke Haffkrug

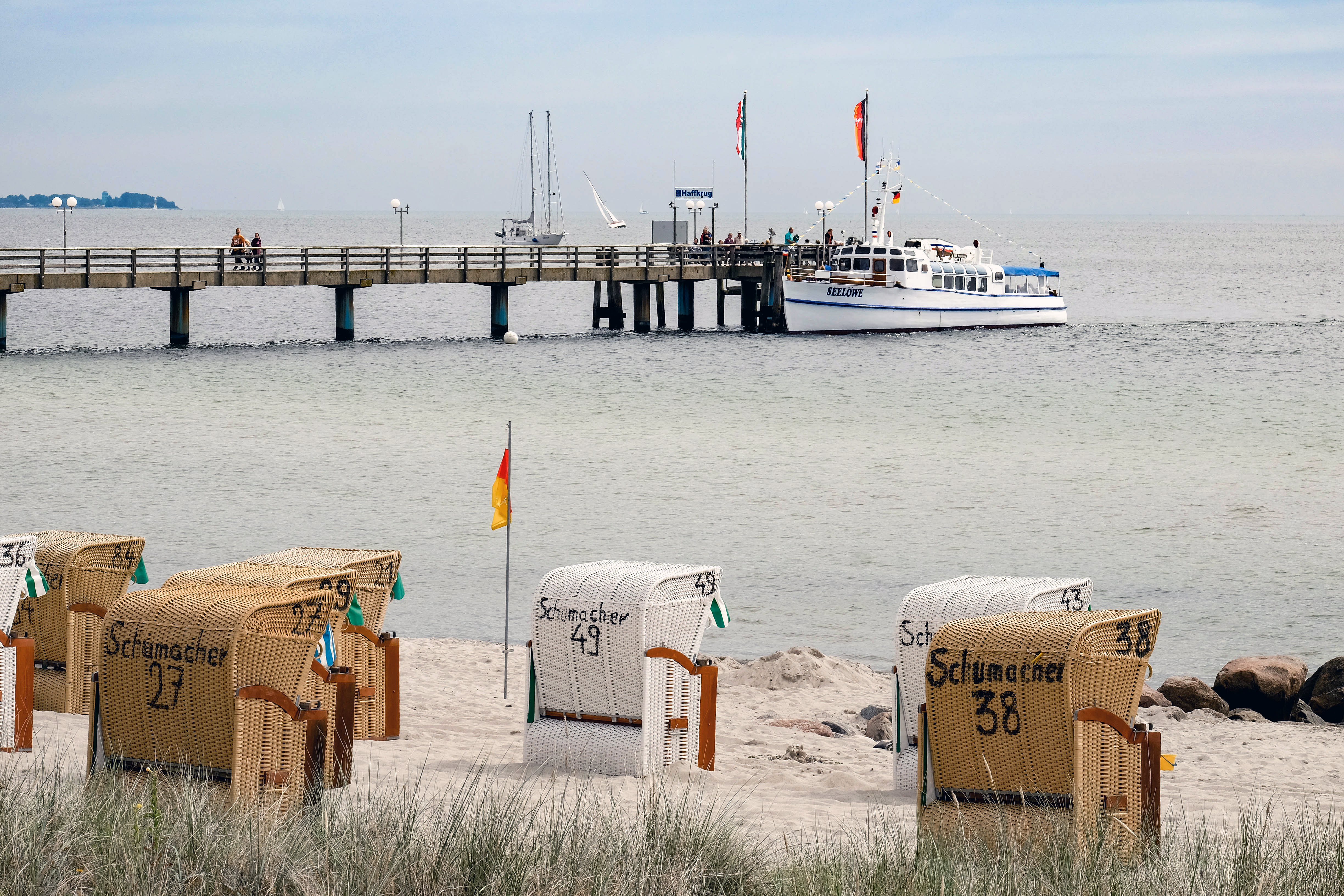
Seebrücke in Haffkrug (2016)

Die Seebrücke Haffkrug ist eine Seebrücke im Ostseeheilbad Haffkrug, ein Ortsteil der Gemeinde Scharbeutz in Schleswig-Holstein an der Ostsee.

## Geschichte
Die erste Seebrücke wurde 1940 durch Eisgang zerstört. Eine zweite Brücke wurde von 1960 bis 1962 aus Holz errichtet. Sie wurde Anfang der 1980er-Jahre durch Eis und Hochwasser zerstört. Die dritte Brücke wurde 1990 gebaut. Sie war eine 165 Meter lange Seebrücke aus Stahlbeton, die 2022 abgerissen wurde. Der Neubau einer modernen Seebrücke mit Doppelspitze begann 2023.

## Brückenneubau
Der Neubau einer modernen Seebrücke begann 2023 und wird dann 65 Meter länger als die alte. Im ersten Brückenabschnitt gibt es einen überdachten Glaspavillon für Hochzeiten und Veranstaltungen und auf dem Panoramadeck entspannte Sonnenliegen. Am Ende der Brücke kann man von der oberen Plattform durch eine Glasabdeckung die Schiffe beobachten, die eine Etage tiefer an- und ablegen werden. Am 28. September 2024 wurde die neue Seebrücke, deren Kosten fast 18 Mio.€ betrugen, in Betrieb genommen.

## Eröffnung
Mit einem Festakt erfolgte am Samstag die feierliche Eröffnung der 230 m langen Seebrücke mit Ehrengästen und im Beisein des Meereskönigs Neptun. Sie fand am Abend mit einem Lampion-Schwimmen und einer Laser-Show ihren Abschluss. Für die Einwohner und Gäste ist zukünftig jeder Tag ein Brückentag.